# コルド・アギーレ
コルド・アギーレ（Koldo Aguirre)ことルイス・マリア・アギーレ・ビダウラサガ（Luis María Aguirre Vidaurrázaga, 1939年4月27日 - 2019年7月3日）は、スペイン・ビスカヤ県ソンディカ出身のサッカー選手・サッカー指導者。ポジションはMF。スペイン代表。
12年間にわたってアスレティック・ビルバオでプレーした。公式戦通算297試合に出場して61得点を挙げ、コパ・デル・レイで2度優勝した。2019年7月3日に80歳で死去した。

## 経歴

### 選手時代

#### クラブ
1939年にバスク地方のビスカヤ県ソンディカに生まれた。18歳だった1957年にCDゲチョからアスレティック・ビルバオに移籍し、すぐにトップチームに昇格した。1958年1月19日のレアル・サラゴサ戦でプリメーラ・ディビシオン（1部）デビューし、1957-58シーズンはリーグ戦3試合に出場した。同シーズンにはコパ・デル・ヘネラリシモ（現在のコパ・デル・レイ）で優勝している。
1961-62シーズンには29試合に出場してキャリア最多の11得点を挙げ、チームはプリメーラ・ディビシオンで5位となった。1965年10月10日のRCDエスパニョール戦では、わずか11分間にアギーレだけで4得点を挙げ、チームは4-3で勝利した。RCDエスパニョールのキーパーはカルメロ・セドゥルンだったが、かつてセドゥルンはアギーレのチームメイトであり、またアギーレの親しい友人でもあった。アスレティック・ビルバオでの晩年は中心選手ではなかったが、1969年には再びコパ・デル・ヘネラリシモで優勝した。
30歳だった1969年夏、アギーレはCEサバデルに移籍した。1969-70シーズンは弟のイニャキ・アギーレが白血病で死去したこともあり、家族を支えるために115分間しかプレー機会がなかった。1970年にはアマチュアクラブのアリカンテCFに移籍した。選手としての引退後はアスレティック・ビルバオのアンバサダーでもあった。

#### スペイン代表
1961年4月19日、1962 FIFAワールドカップ予選のウェールズ戦でスペイン代表デビューした。スペイン代表としては1965年までに7試合に出場している。

### 指導者時代
選手生活の引退後、アギーレは下部リーグでサッカー指導者としてのキャリアを開始し、SDエランディオ・クルブやCDビリョーサを指揮した。さらにデポルティーボ・アラベスやビルバオ・アスレティック（アスレティック・ビルバオのセカンドチーム）で監督を務めたあと、アスレティック・ビルバオのトップチームのアシスタントコーチとなった。1976年夏にはアスレティック・ビルバオの監督に就任し、3シーズンで2度のリーグ戦3位に導いた。1977年にはコパ・デル・レイで準優勝し、UEFAカップで準優勝した。
1979年にはプリメーラ・ディビシオンのエルクレスCFの監督に就任したが、1981-82シーズン終了後にセグンダ・ディビシオン（2部）降格となった。プリメーラ・ディビシオンのバレンシアCFは1982-83シーズンに迷走し、シーズン3人目の監督としてアギーレが就任した。最終節では首位のレアル・マドリードを破るなどの結果を残し、アギーレは指揮した7試合を3勝2分2敗で終えた。バレンシアCFは15位となり、16位・17位・18位でのセグンダ・ディビシオン降格を回避した。最終節でレアル・マドリードが敗れたことで、2位だったアスレティック・ビルバオが首位に浮上し、27年ぶりの優勝を飾る結果となった。
1983-84シーズンには短期間だけプリメーラ・ディビシオンのRCDマヨルカを指揮し、再び下部リーグに指導の場を移した。1993年から1994年には再びビルバオ・アスレティックの監督を務めた。

## タイトル

### 選手時代
- アスレティック・ビルバオ
  - コパ・デル・レイ優勝: 1957-58, 1968-69
  - コパ・デル・レイ準優勝: 1965-66, 1966-67

### 指導者時代
- アスレティック・ビルバオ
  - コパ・デル・レイ 準優勝: 1976-77[7]
  - UEFAカップ準優勝: 1976-77[1]